# Nogal de las Huertas
Nogal de las Huertas település Spanyolországban, Palencia tartományban. Nogal de las Huertas Carrión de los Condes, Villaturde, La Serna és Valde-Ucieza községekkel határos. Lakosainak száma 46 fő (2024).

## Népesség
A település népessége az elmúlt években az alábbi módon változott:
| Lakosok száma | 68   | 62   | 52   | 47   | 46   | 47   | 48   | 41   | 40   | 46   |
|               | 2001 | 2004 | 2007 | 2009 | 2012 | 2014 | 2017 | 2019 | 2022 | 2024 |